# Reprodução assexuada

A Bipartição é um processo de reprodução assexuada no qual se verifica a manutenção do material genético: um único núcleo divide-se em dois.

A reprodução assexuada é um tipo de reprodução que ocorre sem a conjugação de material genético. Existe um único progenitor que se divide por mitose. Os seres provenientes deste tipo de reprodução são geneticamente iguais ao organismo que os originou (a não ser que haja mutações) e são denominados clones. Assim que ocorre a maturação dos clones, estes passam a ter capacidade de produzir cópias de si próprios.
A reprodução assexuada existe em bactérias (um termo grego); e em eucariotontes unicelulares; e também em vários filos de invertebrados. Contudo, não está presente nos vertebrados. Este tipo de reprodução possui vantagens adaptativas: rapidez – num curto espaço de tempo ocorre um acentuado aumento da população; simplicidade – não há gastos de tempo e energia na procura de um parceiro; e homogeneidade – muitos indivíduos com características iguais. Porém, os organismos que se reproduzem assexuadamente possuem pouca variabilidade genética, pois se o biótopo se alterar, as populações poderão ser afectadas (devido à fraca capacidade adaptativa), podendo levar à sua extinção naquele local.
Entre os animais, um dos exemplos mais conhecidos é o da estrela-do-mar, que ao perder um dos seus braços, pode regenerar os restantes, formando-se uma nova estrela-do-mar a partir do braço seccionado. Nas plantas, a reprodução assexuada é também frequente, utilizando-se esta capacidade reprodutiva na agricultura. Por exemplo, as laranjas Bahia (sem sementes) provêm todas do mesmo clone (considerando clone o conjunto de todos os seres geneticamente idênticos, provenientes de um mesmo ser vivo), a partir de uma laranjeira mutante aparecida na região da Bahia, no Brasil. Efectivamente, esta árvore, ao não produzir sementes, só se pode reproduzir por enxerto ou estaca.

## Tipos de reprodução assexuada
Há vários tipos de reprodução assexuada:
- Fragmentação – o organismo fragmenta-se espontaneamente ou por acidente; e cada fragmento desenvolve-se, originando um novo ser vivo[1]. (ex: algas, estrelas-do-mar)
- Divisão múltipla/Fissão múltipla – o núcleo da célula-mãe divide-se em vários núcleos. Cada núcleo rodeia-se de uma porção de citoplasma e de uma membrana, dando origem às células-filhas, que são libertadas quando a membrana da célula-mãe se rompe.
- Partenogénese – processo através do qual um óvulo se desenvolve originando um novo organismo, sem ter havido fecundação. (ex: abelha, formiga, alguns peixes, alguns répteis, alguns anfíbios)
- Bipartição/fissão binária/cissiparidade ("cissiparidade" é um termo usado apenas para seres unicelulares) – um indivíduo divide-se em dois com dimensões sensivelmente iguais. (ex: ameba, planária, paramécias)
- Esporulação – formação de células reprodutoras - os esporos - que, ao germinarem, originam novos indivíduos. (ex: fungos)
- Estrobilização – formação de estróbilos que dão origem a novos seres (ex: Águas-vivas da Classe Scyphozoa).
- Multiplicação vegetativa – nas plantas, as estruturas vegetativas, raízes, caules ou folhas, por vezes modificadas, originam novos indivíduos por diferenciação. (ex: cenouras (raízes), batateira (tubérculo), fetos (rizoma), Bryophyllum (folha)).
- Apomixia – produção de sementes sem afecundação dos óvulos.
- Brotamento ou gemiparidade – Neste tipo de reprodução, um broto se desenvolve no indivíduo; e depois de um tempo se desprende, passando a ter uma vida independente. Podemos citar como exemplos de organismos que se reproduzem por brotamento: os fungos, as hidras, as esponjas e até certas plantas.